# 住吉美紀
住吉 美紀（すみよし みき、1973年4月5日 - ）はフリーアナウンサー。前事務所はノースプロダクション（旧イースト・プロダクション）。元NHKアナウンサー。

## 来歴

### 生い立ち
- 神奈川県・横浜市港北区日吉で生まれ、幼稚園時代を川崎市で過ごす[1]。2歳下の弟がいる[1]。
- 商社勤め（木材貿易の担当者）の父親の転勤の影響で、6歳からアメリカ合衆国ワシントン州シアトルに4年半在住し、その後は父親が大阪勤務になって堺市に1年、神戸市に5年在住[1]。
- 中学から高校1年までは、神戸海星女子学院中学校・高等学校に通う[1]。その後は再び父親の海外転勤により、カナダバンクーバーに3年弱在住した[1]。父親は50歳で独立してカナダ移民となり、住吉が26歳のときに現地で交通事故により54歳で急逝した。母親は現在もバンクーバー在住[1]。
- 国際基督教大学教養学部社会科学科卒業。大学時代は祖母と久我山で暮らし、様々なアルバイトを経験した[1]。

### NHKに入局
- 1996年日本放送協会（NHK）入局[1]。
- 2008年12月、インターナショナル・ヨガ・アライアンス認定ヨガ指導者の資格を取得。
- 2009年3月、自身初のエッセイ「自分へのごほうび」を幻冬舎から発売。
- 2011年3月末でNHKを退職することを決定し、退職に向けて準備を進めていたが、3月11日に後日放送予定の『スタジオパークからこんにちは』を収録[注 1]し終えた直後、アナウンス室へ戻った時に東日本大震災に遭遇。そのまま安否情報を担当し、その後の3月24日のEテレでの安否情報が、生放送でのラストコールとなった。テレビは4月4日放送の『プロフェッショナル 仕事の流儀』が最終出演である（詳細は後述）。
- 私生活では、NHKのアナウンサー時代に結婚と離婚を経験[2]。

### フリー転身
- 2011年4月よりノースプロダクション（旧イーストプロダクション）に所属しフリーに転身した[3]。フリー転身直後は単発番組への出演程度の活動だったが、2012年4月2日より、フジテレビが12年ぶりの午後のワイドショーを復活させることに伴い、午前の時間帯から異動してきた『知りたがり!』の司会を伊藤利尋（フジテレビアナウンサー）と共に担当した[4][5]。
- 2015年4月から2年間は、フリーアナウンサーとしての活動を続けながら、多摩大学で客員准教授を務めた[6]。
- 2016年1月27日には、同年1月に岩手県出身の一般男性と再婚したことを、自身のブログで発表した[7][8]。
- 2022年4月1日にフリーアナウンサーになってから所属していたノース・プロダクションからの独立を発表した[9]。

## 人物

### 趣味・特技
- 『今夜くらべてみました 号泣美女に密着&怪しい女の家くらべSP』（2014年9月16日、日本テレビ）では、中学時代よりDREAMS COME TRUEのファンであることが紹介され、密着ロケでも大泣きした[10]。
- ヨガ。『知りたがり!』第2部の「すみきちのヨガ天」（一部のネット局でのみ放送）では、住吉が露出度の高い服装でヨガのポーズを披露しながら、伊藤が天気予報の原稿を読んでいた。
- 最近は韓国ドラマにハマっており、韓国語も少し勉強している。
- スポーツクライミングも多少たしなんでいる(もともと幼少時代木登りが好きだったことも影響)。

### 嗜好
- 食べ物は肉好きで知られる[11]。

### 好きな人物
- 明石家さんまのファンであり、2014年4月29日放送の日本テレビ『踊る!さんま御殿!!』で初共演を果たす[12]。

### SNS
- NHK時代からライブドアブログ（すみきちブログ）を開設している。本人は「文章を書く事」が得意ということでブログも他の芸能人ブログと比較して長文の投稿が多い。
- 猫を飼っていて、自身のブログでも紹介している。

### エピソード
- かわいらしいニックネームを募集中だがなかなか決まらない。
- ラジオでは「わかるぅ～」と聴取者の共感を得る進行が印象的で「共感の女王」とも呼ばれている。
- 「プロフェッショナル 仕事の流儀」で京都の料亭で取材中に炊きたてのご飯を試食して感動のあまり泣いてしまった。

## 出演番組・作品

### 現在
- Blue Ocean（TOKYO FM 2012年4月2日 - [注 2]、月曜 - 金曜）
  - 肺炎のため緊急入院し、2020年4月20日から出演見合わせ[13]。退院後の自宅療養を経て、同年5月25日から復帰[14][15]。

### 過去

#### NHK時代
- NHKニュースおはよう日本（2000年8月7日 - 18日）高井真理子の代理
- NHK週刊ニュース（2001年 - 2003年）[注 3]
- BEAT MOTION（2001年 - 2002年）
- ミュージック・カクテル（2002年 - 2003年）
- 特急列車大図鑑（2003年2月26日、BShi） - ナレーション
- NHK南極プロジェクト 皆既日食生中継（2003年11月24日）
- 世界遺産の旅 スペイン（2003年11月・12月）
- 日曜スタジオパーク 司会（2004年度）
- 第55回NHK紅白歌合戦 ラジオ中継（2004年12月31日）
- 世界遺産青きドナウの旅　(2004年11月・12月)
- BS青春のポップス（2004年 - 2005年）
- 世界遺産イタリア縦断1200キロ（2005年7月）
- 地球!ふしぎ大自然 出演、ナレーション（2004年 - 2006年）武内陶子降板以後
- 今日は一日ラテン三昧（2006年1月14日 FM）
- ホリデーミュージックウエーブ（2006年3月21日 FM）
- 世界遺産 フランス縦断の旅（2006年7月）
- コミュニケーション・エンターテインメント「人見知りな夜…。」（2006年10月28日）
- サラリーマンNEO コント「会社の王国」（2007年8月7日）
- 第58回NHK紅白歌合戦 総合司会（2007年12月31日）
- 笑・神・降・臨「次長課長」（2009年4月6日）
- 立体生中継・地球LIVE〜地球の肺　森と海に迫る危機 (2009年5月4日)
- ちょっと変だぞ 日本の自然 ～気がつけば様変わり 大激変SP〜（2009年8月19日）
- がんばれパパママ! 実況 お仕事スタジアム （2009年10月12日）
- 第36回日本賞授賞式～輝け!教育コンテンツ〜 （2009年11月1日）
- スタジオパークからこんにちは 水・金の司会進行（2009年12月16日 - 2010年3月5日）、月曜 - 金曜（2010年4月5日 - 2011年4月2日）
  - 産休の武内陶子の後任。ほかの女性アナウンサー（岩槻里子、山本志保）と分担していたが、2010年度からは女性司会は住吉単独となる[16]。
  - 学生時代に、同番組のスタッフのアルバイトに応募したことがある。面接までいったが、採用には至らなかった[17]。
  - 前述の通り2011年3月末でNHKを退職したが、その後4月2日に小日向文世出演回の録画（2月28日収録）が放送された為、オンエア上はこの日が最後の出演日となった。
- 紅白歌合戦A to Z（2009年12月30日）ナレーション
- プロフェッショナル 仕事の流儀
  - 2011年4月4日 Special「 列車は、走るビックリ箱 」（file:160 職業：デザイナー　水戸岡鋭治）の回が、番組MCを務めた最後の出演となった。
- 地球アゴラ
  - 2007年 - 2009年3月 鎌倉千秋と交互に担当
  - 2009年4月 - 2010年3月 単独で担当
  - 2010年9月12日 後任である首藤奈知子の休暇による代理で担当
- 2010 FIFAワールドカップ南アフリカ大会（2010年6月 - ）神田愛花、荒木美和らと交互にスタジオ進行担当。
- アートエンターテインメント 迷宮美術館
- 春うた/恋うた
- 探検ロマン世界遺産（不定期）
- こんなステキなにっぽんが（不定期）
- 伊達者音楽闘技場 Round 4（2010年3月13日、5月2日再放送、東北6県ブロックネット）

#### フリー転身後
- 知りたがり!（フジテレビ 2012年4月2日 - 2013年3月29日 ） - 伊藤利尋と共同司会。
- 小倉・住吉のおスミつき!（BS朝日、2012年4月 - 2013年3月） - 小倉智昭と共同司会。
- 小倉・住吉の音楽夜話（BS朝日、2013年4月 - 9月） - 小倉智昭と共同司会。
- キリンビバレッジ presents 47のチカラ～私の別格～（エフエム東京・JFN38局フルネット　2014年10月 - 2016年6月26日）
- オンナの解放区（BSジャパン、2015年2月6日 - 9月11日) - MC
- 日経FTサタデー9（BSジャパン、2016年4月2日 - 2017年3月25日）
- 日経プラス10サタデー ニュースの疑問（BSジャパン、2017年4月1日 - 9月30日）

単発・ゲスト
- 1万人が選ぶニッポンの名場面（2011年8月17日、TBS） -　内村光良（ウッチャンナンチャン）と共同司会
- 東京JAZZ2011 （2011年9月4日、NHK-FM） -　司会（事実上、退職後初のNHK出演）
- 月曜プレミア!「“ホントにいた！実録世界モテキ(秘)人物伝”」（2011年9月12日、テレビ東京） -　設楽統（バナナマン）と共同司会
- ぶらバン2011～定禅寺ストリートジャズフェスティバル～（2011年9月30日・10月1日「東北Z」NHK東北6県ブロックネット、10月21日「ろーかる直送便」NHK全国放送） -　進行[18]
- BSスカパー!開局記念 34時間元気TV～スカパー!の楽しさをもっとみんなに。～（2011年10月1日～2日、BSスカパー!）-　進行
- 土曜スペシャル「そうだ旅（どっか）に行こう。人生最高の旅 芸能人が突然休みをもらったら…」（2011年12月24日、テレビ東京） - 内村光良と共同司会
- 水曜エンタ!「笑う経済白書 THEピンキリSHOW」（2012年1月25日、TBS、毎日放送系） - 東野幸治と共同司会
- 遠くへ行きたい（2012年2月12日、読売テレビ） - 旅人
- 1万人が選ぶニッポンの名場面2～今だから見たい!奇跡と感動のベスト10～（2012年3月25日、TBS） -　内村光良と共同司会
- ボクらの時代（2012年4月8日、フジテレビ） - 野際陽子と草野満代とトーク
- JOHNNYS' World: Top of the J-Pops（2013年1月27日、NHKワールドTV） - ジャニー喜多川へのインタビュアー
- ウチくる!?（2013年10月6日、フジテレビ） - 宮本隆治と共に、久保純子のゲスト出演
- 今夜くらべてみました 号泣美女に密着&怪しい女の家くらべSP（2014年9月16日、日本テレビ）
- 好きになった人～ひな祭りカップル誕生SP（2015年3月3日、日本テレビ）
- 時代劇の裏までわかる！男と女の江戸暦（2016年3月28日、BSジャパン）- MC
- 山崎怜奈の誰かに話したかったこと。（TOKYO FM）
  - 2022年3月28日 - 代理パーソナリティ[注 4]
  - 2022年4月6日 - トークコーナー「誰かに聞きたかったこと。」ゲスト[注 5]
- 民放ラジオ99局“スピーカーでラジオを聴こう”キャンペーンWE LOVE RADIO松任谷由実 50th ANNIVERSARY ～日本中、ユーミンに包まれたなら～（2022年）

### CM
- シュミテクト
- エスプリライン「スピードラーニング」
  - 2015年からラジオ限定で放送。英会話の教材であることから、一部のバージョンでは、アメリカで生活した時期の英語に関するエピソードを語っている。

### 舞台
- テトラクロマット第3回公演「風は垂てに吹く」（吉祥寺シアター、2016年8月18日 - 23日）アメリア 役

### 音声ガイド
- 東京都美術館「ルーブル美術館展」（2013年）

## 同期のアナウンサー
- 長野亮
- 伊東敏恵（岡山→広島→東京アナウンス室→広島→東京アナウンス室→甲府→人事局）
- 高山哲哉
- 安田真一郎
- 中條誠子（高松→大阪→東京アナウンス室→富山→東京アナウンス室）
- 上野速人
- 村上由利子（山口（記者）→盛岡→東京アナウンス室→盛岡→ラジオセンター→名古屋）

## 著書
- 『自分へのごほうび』幻冬舎 2009年3月 ISBN 9784344016361
- 『サンデー毎日』「すみきちのぶっちゃけ堂」
- 『読売新聞』夕刊（金曜日）エッセイ連載（2015年3月 - ）